# Rodrigo de Castro Osorio
Rodrigo de Castro Osorio (Valladolid, 1523 - Sevilla, 1600) fou un cardenal espanyol, Bisbe de Zamora (1574-1578) i de la diòcesi de Conca (1578-1581), Arquebisbe de Sevilla (1581-1600) i membre del Consell d'Estat d'Espanya  i de la Inquisició durant el regnat de Felip II. Besoncle de Pedro Fernández de Castro y Andrade, setè Comte de Lemos; estretament vinculat a la ciutat gallega de Monforte de Lemos, on va fundar el Col·legi de Nostra Senyora de l'Antiga.